# Seppo Hyvönen
Seppo Hyvönen ist ein ehemaliger finnischer Skispringer.

## Werdegang
Hyvönen sprang für Finnland bei den Lahti Ski Games 1967 und erreichte dabei nach zwei Sprüngen auf 70 Meter den 33. Platz. Drei Jahre später bei den Lahti Ski Games 1970 erreichte er nach Sprüngen auf 69 und 71 Meter den 32. Platz. Bei der Skiflug-Weltmeisterschaft 1972 in Planica belegte er als zweitbester Finne mit 308,5 Punkten den 28. Platz auf der Letalnica bratov Gorišek.